# Франкфуртська фондова біржа
Франкфуртська фондова біржа (нім. Frankfurter Wertpapier Börse, скорочено FWB) — перший організований ринок цінних паперів; одна з найбільших бірж Європи. Десята фондова біржа світу за рівнем ринкової капіталізації. Розташована у Німеччині у місті Франкфурт. Франкфуртською фондовою біржею управляє та володіє  Deutsche Börse, яка також володіє Європейською біржею ф'ючерсів Eurex та кліринговою компанією Clearstream.
Через франкфуртську фондову біржу проходить більш ніж 90% усього обороту німецького ринку та велика частка Європейського ринку. Сьогодні торгівля відбувається виключно через систему Xetra.
Близько 47% із 300 учасників ринку являють собою закордонні компанії. У листопаді 2010 компанії із 80 країн світу були представлені на Франкфуртській фондовій біржі із 49% Північно та Південно-Американськими компаніями, 31% із Європи (включаючи Росію), 14% із Азії та 6% із Австралії та Африки.
Франкфуртська фондова біржа включає в себе більш ніж 250 міжнародних торговельних установ і більш ніж 2500 торговців. Інвестори, безпосередньо пов'язані із Франкфуртською фондовою біржею становлять 35% світового інвестиційного капіталу.
Торгові індекси у Франкфурті DAX, DAXplus, CDAX, DivDAX, LDAX, MDAX, SDAX, TecDAX, VDAX і EuroStoxx 50.
Фондова біржа створена в 1585. Вона розташована в самому центрі Франкфурта.

## Історія
Витоки Франкфуртської фондової біржі сягають середньовічних торгових ярмарків у ХІ столітті. У XVI столітті Франкфурт перетворився на багате і напружене місто з економікою, заснованою на торгівлі та фінансових послугах.

## Дивись також
- Цінні папери
- Види цінних паперів
- Законодавча термінологія
- Компанії, що мають лістинг акцій на Франкфуртській фондовій біржі